# Freiwillige Schutzstaffel

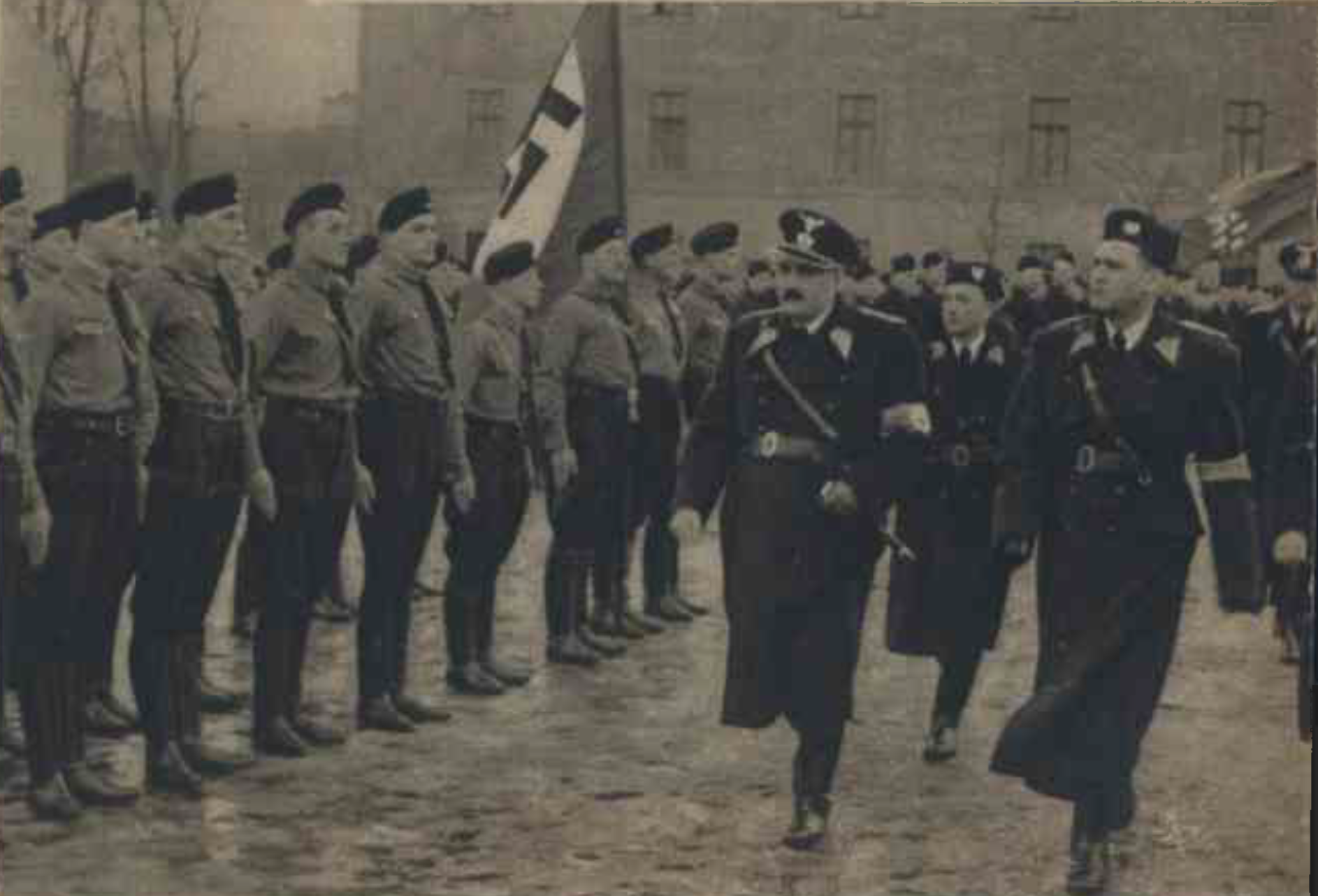
El FS en 1939.

El Cuerpo Voluntario de Protección (en alemán: Freiwillige Schutzstaffel, abreviado FS) fue una organización de tipo militar en la República Eslovaca durante la Segunda Guerra Mundial. El FS fue fundada a finales de 1938. Siguiendo el modelo de las Sturmabteilung (SA) y las Allgemeine-SS, el FS organizó a miembros de la comunidad alemana en Eslovaquia. Funcionó como la milicia asociada al Partido Alemán (DP). Walter Donath fue elegido comandante nacional (Landesführer) del FS.
Dos regulaciones gubernamentales emitidas en 1939 proporcionaron la cobertura legal para el FS; el decreto n.º 240 emitida el 27 de septiembre de 1939 y decreto n.º 311 emitida el 21 de diciembre de 1939. Mediante este último decreto, el gobierno eslovaco reconoció al FS y la Juventud Alemana (DJ) como organizaciones militares auxiliares y milicias que operan en el marco del Partido Alemán. Los miembros del FS fueron asignados para proteger las infraestructuras (puentes, túneles, estaciones de ferrocarril) y perseguían a los desertores del frente polaco. FS también envió combatientes para participar en el esfuerzo de guerra alemán contra Polonia. Junto con su contraparte eslovaca, la Guardia de Hlinka, el FS llevó a cabo ataques contra las comunidades judías en Eslovaquia.
En marzo de 1939 el FS se organizó en tres Sturmbannen ("Batallones de ataque"). El título del comandante de un Sturmbann era Sturmbannführer ('Líder del batallón de ataque'). El área geográfica cubierta por un Sturmbann correspondía a las unidades territoriales del Partido Alemán: Pressburg (Bratislava), Kremnitz-Deutsch Proben (Kremnica - Nemecké Pravno) y Zips. A estas alturas, el FS tenía 4.604 miembros. En el momento de su fundación, los miembros del FS estaba abierta a hombres de etnia alemana de entre 18 y 35 años, que pudieran proporcionar una prueba del linaje ario de hasta tres generaciones atrás. En junio de 1941 se abrió la membresía a los miembros del partido hasta la edad de 50 años. El uniforme del FS era en gran parte idéntico al de las Allgemeine SS. Su símbolo era un águila que portaba un escudo con una esvástica (el escudo con la esvástica era el símbolo del Partido Alemán).
El 15 de febrero de 1940, el número de Sturmbannen se incrementó a seis;
- Pressburg (urbano), Comandante Hans Hofstäter, 3 compañías.
- Pressburg (rural), Comandante Zoltan Absalon, 4 compañías.
- Kremnitz, Comandante Jozef Jacklin, 7 compañías.
- Deutsch Proben, Comandante Ladislav Wässerle, 4 compañías.
- Oberzips, Comandante Willi Kunzmann, 6 compañías.
- Unterzips, Comandante Hans Dolinsky, 4 compañías.[2][13]

Sin embargo, los seis Sturmbannen no cubrieron a todos los miembros del FS. En áreas con pequeñas poblaciones alemanas, los miembros del FS se adhirieron directamente a la sede nacional del FS. A estas alturas, el FS tenía 4.622 miembros. A principios de 1941, la membresía de FS era de alrededor de 5.500, en octubre de 1941 era de 6.810. El FS se reorganizó nuevamente el 14 de septiembre de 1942 con la creación de un séptimo Sturmbann en Považie. A partir de ese momento, todos los miembros del FS fueron incluidos en un Sturmbann.
El FS participó, junto con la Guardia de Hlinka, en la deportación de judíos de Eslovaquia en 1942.
No todos los miembros del FS estaban en el servicio militar activo, a finales de 1942 5.832 de los 7.646 miembros del FS estaban en servicio activo. Y mientras que el número de miembros del FS siguió aumentando durante la guerra (7.818 a mediados de 1944), el porcentaje de miembros de FS en servicio activo disminuyó (4.179 a mediados de 1944). La disminución fue el resultado del reclutamiento en las Waffen-SS. En este proceso, la dirección del partido alemán perdió gradualmente parte de su influencia sobre FS, ya que la organización se subordinó cada vez más a las SS. En 1943 Donath dejó su puesto como comandante del FS para luchar en el Frente Oriental. F. Klug, hasta ahora líder de la Juventud Alemana, fue nombrado nuevo comandante del FS.
Nuevamente en 1944 el FS participó en las deportaciones de judíos de Eslovaquia.